# Drużynowe Mistrzostwa Polski na Żużlu 2010
Drużynowe Mistrzostwa Polski na Żużlu 2010 – 63. edycja drużynowych mistrzostw Polski, organizowanych przez Polski Związek Motorowy (PZM). W sezonie 2010 rozgrywki podzielono na trzy ligi. W rozgrywkach Ekstraligi i pierwszej ligi wzięło udział po osiem zespołów. Tak samo liczna była liga druga, gdzie w stosunku do poprzedniego sezonu nastąpiły dwie zmiany. W miejsce rozwiązanego Klubu Motorowego Ostrów Wlkp. wystąpił nowo powołany klub ŻKS Ostrovia Ostrów Wlkp., a zamiast mającej startować w sezonie 2009 Kaskady Równe, do rozgrywek powróciła reaktywowana drużyna Wandy Kraków. Tytułu mistrza Polski na żużlu w 2010 roku bronił Falubaz Zielona Góra, który w finałowym dwumeczu uległ Unii Leszno.

## Ekstraliga
Fazę zasadniczą ekstraligowego sezonu zdominowały dwa zespoły – Unia Leszno i Caelum Stal Gorzów Wlkp. Do drugiej awansował beniaminek, Tauron Azoty Tarnów, a ta sztuka nie udała się Polonii Bydgoszcz i Włókniarzowi Częstochowa. Fatalny początek sezonu zaliczył także mistrz Polski z poprzedniego roku – Falubaz Zielona Góra, który ostatecznie zajął po pierwszej części rozgrywek piąte miejsce. W ćwierćfinałach zielonogórzanie dwukrotnie pokonali dobrze do tej pory dysponowaną Stal Gorzów, Unia Leszno łatwo rozprawiła się z imienniczką z Tarnowa, a Unibax Toruń po zaciętej walce zwyciężył Betard WTS Wrocław. Oba kluby spotkały się ponownie w meczu o trzecie miejsce po tym, jak nie dały rady odpowiednio leszczynianom i Falubazowi. W finale zdecydowanie lepsza okazała się Unia Leszno, która w ten sposób zdobyła 13 złoty medal mistrzostw Polski. W „małym finale” triumfowali torunianie, bo choć w dwumeczu zanotowano remis 90:90, to po części zasadniczej minimalnie lepsi byli zawodnicy Unibaksu.
Do I ligi bezpośrednio spadła Polonia, która w dwumeczu była gorsza o dwa punkty. Włókniarzowi powiodło się także w barażach, w których pokonał LOTOS Wybrzeże Gdańsk.

### Faza zasadnicza
| Poz. | Klub                      | Pkt. | Z  | R | P  | Bon | +/−  |
| ---- | ------------------------- | ---- | -- | - | -- | --- | ---- |
| 1    | Unia Leszno               | 31   | 12 | 0 | 2  | 7   | +267 |
| 2    | Caelum Stal Gorzów        | 28   | 11 | 1 | 2  | 5   | +116 |
| 3    | Unibax Toruń              | 19   | 8  | 0 | 6  | 3   | +11  |
| 4    | Betard WTS Wrocław        | 17   | 6  | 1 | 7  | 4   | –23  |
| 5    | Falubaz Zielona Góra      | 17   | 7  | 0 | 7  | 3   | +21  |
| 6    | Tauron Azoty Tarnów       | 12   | 5  | 0 | 9  | 2   | –110 |
| 7    | Polonia Bydgoszcz         | 8    | 3  | 0 | 11 | 2   | –115 |
| 8    | CKM Włókniarz Częstochowa | 6    | 3  | 0 | 11 | 0   | –167 |

| [ 1 ] | BYD   | CZE   | GOR   | LES   | TAR   | TOR   | WRO   | ZIE   |
| ----- | ----- | ----- | ----- | ----- | ----- | ----- | ----- | ----- |
| BYD   | x     | 51:39 | 42:48 | 39:51 | 48:42 | 58:32 | 39:51 | 44:46 |
| CZE   | 44:43 | x     | 41:49 | 35:55 | 38:28 | 41:49 | 47:43 | 39:51 |
| GOR   | 63:27 | 51:39 | x     | 47:43 | 57:32 | 55:35 | 57:33 | 49:39 |
| LES   | 62:28 | 60:30 | 58:32 | x     | 58:32 | 63:27 | 60:30 | 58:32 |
| TAR   | 45:39 | 51:39 | 43:46 | 39:51 | x     | 49:41 | 46:44 | 50:28 |
| TOR   | 51:39 | 60:30 | 43:47 | 51:39 | 64:26 | x     | 52:38 | 47:42 |
| WRO   | 48:42 | 55:35 | 45:45 | 35:54 | 59:31 | 39:51 | x     | 51:39 |
| ZIE   | 61:29 | 54:36 | 50:40 | 39:51 | 51:39 | 58:32 | 43:47 | x     |

### Faza ćwierćfinałowa
|          | Zespół 1.          |    | Zespół 2.            | 1. runda | 2. runda |
| -------- | ------------------ | -- | -------------------- | -------- | -------- |
| Msc. 1-6 | Unia Leszno        | vs | Tauron Azoty Tarnów  | 44:46    | 52:38    |
| Msc. 1-6 | Caelum Stal Gorzów | vs | Falubaz Zielona Góra | 43:47    | 43:46    |
| Msc. 1-6 | Unibax Toruń       | vs | Betard WTS Wrocław   | 38:52    | 55:35    |

| Poz. | Klub                 | Pkt. | +/− |
| ---- | -------------------- | ---- | --- |
| 1    | Falubaz Zielona Góra | 4    | +7  |
| 2    | Unia Leszno          | 2    | +12 |
| 3    | Unibax Toruń         | 2    | +6  |
| 4    | Betard WTS Wrocław   | 2    | –6  |
| 5    | Tauron Azoty Tarnów  | 2    | –12 |
| 6    | Caelum Stal Gorzów   | 0    | –7  |

### Faza półfinałowa
|          | Zespół 1.          |    | Zespół 2.                 | 1. runda | 2. runda |
| -------- | ------------------ | -- | ------------------------- | -------- | -------- |
| Msc. 1-4 | Unia Leszno        | vs | Unibax Toruń              | 44:46    | 59:31    |
| Msc. 1-4 | Betard WTS Wrocław | vs | Falubaz Zielona Góra      | 38:46    | 45:45    |
| Msc. 7-8 | Polonia Bydgoszcz  | vs | CKM Włókniarz Częstochowa | 42:48    | 47:43    |

### Faza finałowa
|                    | Zespół 1.                 |    | Zespół 2.             | 1. runda | 2. runda |
| ------------------ | ------------------------- | -- | --------------------- | -------- | -------- |
| Msc. 1-2           | Unia Leszno               | vs | Falubaz Zielona Góra  | 51:39    | 39:27    |
| Msc. 3-4           | Unibax Toruń              | vs | Betard WTS Wrocław    | 43:47    | 47:43    |
| Baraż o ekstraligę | CKM Włókniarz Częstochowa | vs | LOTOS Wybrzeże Gdańsk | 43:47    | 61:29    |

### Tabela końcowa
| Poz. | Klub                      |
| ---- | ------------------------- |
| 1    | Unia Leszno               |
| 2    | Falubaz Zielona Góra      |
| 3    | Unibax Toruń              |
| 4    | Betard WTS Wrocław        |
| 5    | Tauron Azoty Tarnów       |
| 6    | Caelum Stal Gorzów        |
| 7    | CKM Włókniarz Częstochowa |
| 8    | Polonia Bydgoszcz         |

## Pierwsza Liga
W pierwszej lidze, po zakończeniu fazy zasadniczej drużyny podzielono na dwie grupy według zajętych miejsc w pierwszej części rozgrywek. Dla drużyn z miejsc 1 – 4, oraz z miejsc 5 – 8 utworzono dodatkowe tabele uwzględniające wyniki uzyskane jedynie z zespołami z danej grupy. Następnie drużyny rozegrały spotkania, których wyniki zostały dopisane do tak utworzonych tabel. Zwycięzcą ligi została drużyna, która na koniec drugiej fazy rozgrywek zajęła pierwsze miejsce w grupie mistrzowskiej.

### Faza zasadnicza
| Poz. | Klub                    | Pkt. | Z  | R | P  | Bon | +/−  |
| ---- | ----------------------- | ---- | -- | - | -- | --- | ---- |
| 1    | Marma-Hadykówka Rzeszów | 26   | 10 | 0 | 4  | 6   | +201 |
| 2    | SK Lokomotīve Dyneburg  | 24   | 9  | 0 | 5  | 6   | +198 |
| 3    | LOTOS Wybrzeże Gdańsk   | 23   | 9  | 0 | 5  | 5   | +83  |
| 4    | Start Gniezno           | 22   | 9  | 0 | 5  | 4   | +85  |
| 5    | GTŻ Grudziądz           | 19   | 8  | 0 | 6  | 3   | +41  |
| 6    | PSŻ Lechma Poznań       | 17   | 7  | 0 | 7  | 3   | –8   |
| 7    | RKM ROW Rybnik          | 7    | 3  | 0 | 11 | 1   | –167 |
| 8    | Speedway Miszkolc       | 2    | 1  | 0 | 13 | 0   | –433 |

| [ 7 ] | DYN   | GDA   | GNI   | GRU   | MIS   | POZ   | RYB   | RZE   |
| ----- | ----- | ----- | ----- | ----- | ----- | ----- | ----- | ----- |
| DYN   | x     | 59:31 | 58:31 | 61:29 | 67:23 | 59:31 | 61:28 | 56:34 |
| GDA   | 49:41 | x     | 51:39 | 55:35 | 67:23 | 40:49 | 55:35 | 51:39 |
| GNI   | 49:41 | 47:43 | x     | 46:44 | 67:23 | 63:27 | 61:29 | 43:47 |
| GRU   | 49:41 | 46:43 | 44:46 | x     | 74:16 | 50:40 | 59:31 | 48:42 |
| MIS   | 30:60 | 34:55 | 25:65 | 39:51 | x     | 38:51 | 50:39 | 39:51 |
| POZ   | 40:50 | 58:32 | 55:35 | 49:41 | 61:29 | x     | 52:38 | 37:53 |
| RYB   | 49:41 | 38:52 | 38:52 | 38:51 | 63:27 | 49:41 | x     | 33:45 |
| RZE   | 57:33 | 44:46 | 62:28 | 61:28 | 74:16 | 56:34 | 59:31 | x     |

### Faza finałowa

#### Miejsca 1 – 4
| Poz. | Klub                    | Pkt. | Z | R | P | Bon | +/−  |
| ---- | ----------------------- | ---- | - | - | - | --- | ---- |
| 1    | Marma-Hadykówka Rzeszów | 20   | 7 | 1 | 4 | 5   | +108 |
| 2    | LOTOS Wybrzeże Gdańsk   | 14   | 6 | 0 | 6 | 2   | –107 |
| 3    | Valtra Start Gniezno    | 13   | 5 | 1 | 5 | 2   | –67  |
| 4    | SK Lokomotīve Dyneburg  | 13   | 4 | 2 | 6 | 3   | +66  |

|     | DYN   | GDA   | GNI   | RZE   |
| --- | ----- | ----- | ----- | ----- |
| DYN | x     | 66:24 | 44:46 | 45:45 |
| GDA | 47:43 | x     | 54:36 | 35:54 |
| GNI | 45:45 | 57:33 | x     | 47:43 |
| RZE | 48:41 | 68:22 | 52:38 | x     |

#### Miejsca 5 – 8
| Poz. | Klub              | Pkt. | Z  | R | P | Bon | +/−  |
| ---- | ----------------- | ---- | -- | - | - | --- | ---- |
| 5    | GTŻ Grudziądz     | 25   | 10 | 0 | 2 | 5   | +174 |
| 6    | PSŻ Lechma Poznań | 18   | 7  | 0 | 5 | 4   | +114 |
| 7    | KS ROW Rybnik     | 16   | 6  | 0 | 6 | 3   | +12  |
| 8    | Speedway Miszkolc | 2    | 1  | 0 | 8 | 0   | –249 |

|     | GRU   | MIS   | POZ   | RYB   |
| --- | ----- | ----- | ----- | ----- |
| GRU | x     | 66:24 | 50:40 | 48:42 |
| MIS | 41:48 | x     | 28:61 | 43:47 |
| POZ | 42:48 | 60:30 | x     | 60:30 |
| RYB | 44:34 | 67:23 | 51:39 | x     |

### Baraż o I ligę
|                | Zespół 1.     |    | Zespół 2.                  | 1. runda | 2. runda |
| -------------- | ------------- | -- | -------------------------- | -------- | -------- |
| Baraż o I ligę | KS ROW Rybnik | vs | Lubelski Węgiel KMŻ Lublin | 39:51    | 58:30    |

### Tabela końcowa
| Poz. | Klub                    |
| ---- | ----------------------- |
| 1    | Marma-Hadykówka Rzeszów |
| 2    | LOTOS Wybrzeże Gdańsk   |
| 3    | Valtra Start Gniezno    |
| 4    | SK Lokomotīve Dyneburg  |
| 5    | GTŻ Grudziądz           |
| 6    | PSŻ Lechma Poznań       |
| 7    | KS ROW Rybnik           |
| 8    | Speedway Miszkolc       |

## Druga Liga
W drugiej lidze po zakończeniu sezonu zasadniczego do dalszych rozgrywek awansowały cztery najlepsze drużyny, dla których utworzono nową tabelę uwzględniającą wyłącznie spotkania pomiędzy drużynami, które zakwalifikowano do fazy finałowej. Następnie drużyny spotkały się ponownie w systemie każdy z każdym plus rewanż, a wyniki tych spotkań zostały dopisane do małej tabeli. Zwycięzcą drugiej ligi został zespół, który zajął pierwsze miejsce w małej tabeli po zakończeniu fazy finałowej.

### Faza zasadnicza
| Poz. | Klub                           | Pkt. | Z  | R | P  | Bon | +/−  |
| ---- | ------------------------------ | ---- | -- | - | -- | --- | ---- |
| 1    | Orzeł Łódź                     | 30   | 11 | 1 | 2  | 7   | +300 |
| 2    | Lubelski Węgiel KMŻ Lublin     | 26   | 10 | 0 | 4  | 6   | +176 |
| 3    | Holdikom Ostrovia Ostrów Wlkp. | 20   | 7  | 1 | 6  | 6   | +60  |
| 4    | Kolejarz Rawicz                | 17   | 7  | 0 | 7  | 3   | –42  |
| 5    | Speedway Polonia Piła          | 14   | 6  | 0 | 8  | 2   | –79  |
| 6    | Kolejarz Opole                 | 13   | 5  | 1 | 8  | 3   | –141 |
| 7    | KSM Krosno                     | 12   | 5  | 0 | 9  | 2   | –121 |
| 8    | Speedway Wanda Kraków          | 8    | 3  | 1 | 10 | 2   | –153 |

| [ 9 ] | KRA   | KRO   | LOD   | LUB   | OPO   | OST   | PIL   | RAW   |
| ----- | ----- | ----- | ----- | ----- | ----- | ----- | ----- | ----- |
| KRA   | x     | 51:39 | 44:46 | 38:52 | 42:47 | 17:31 | 58:31 | 50:40 |
| KRO   | 44:26 | x     | 33:57 | 22:37 | 50:39 | 36:17 | 50:40 | 59:31 |
| LOD   | 68:21 | 68:22 | x     | 59:31 | 60:30 | 60:30 | 69:21 | 65:25 |
| LUB   | 64:24 | 59:31 | 48:42 | x     | 70:20 | 51:38 | 62:27 | 47:43 |
| OPO   | 45:45 | 58:31 | 39:51 | 51:39 | x     | 47:43 | 31:28 | 44:46 |
| OST   | 57:33 | 56:34 | 45:45 | 48:41 | 59:31 | x     | 43:47 | 56:34 |
| PIL   | 49:41 | 57:32 | 48:41 | 52:38 | 52:38 | 35:54 | x     | 42:48 |
| RAW   | 60:30 | 49:41 | 42:48 | 29:61 | 62:17 | 48:42 | 46:43 | x     |

### Faza finałowa
| Poz. | Klub                           | Pkt. | Z | R | P | Bon | +/−  |
| ---- | ------------------------------ | ---- | - | - | - | --- | ---- |
| 1    | Orzeł Łódź                     | 24   | 9 | 1 | 2 | 6   | +199 |
| 2    | Lubelski Węgiel KMŻ Lublin     | 22   | 8 | 1 | 3 | 6   | +109 |
| 3    | Holdikom Ostrovia Ostrów Wlkp. | 9    | 3 | 1 | 8 | 2   | –90  |
| 4    | Kolejarz Rawicz                | 5    | 2 | 1 | 9 | 1   | –218 |

|     | LOD   | LUB   | OST   | RAW   |
| --- | ----- | ----- | ----- | ----- |
| LOD | x     | 50:40 | 59:30 | 65:25 |
| LUB | 58:32 | x     | 49:41 | 67:19 |
| OST | 29:61 | 36:53 | x     | 60:30 |
| RAW | 37:53 | 45:45 | 52:38 | x     |

### Tabela końcowa
| Poz. | Klub                           |
| ---- | ------------------------------ |
| 1    | Orzeł Łódź                     |
| 2    | Lubelski Węgiel KMŻ Lublin     |
| 3    | Holdikom Ostrovia Ostrów Wlkp. |
| 4    | Kolejarz Rawicz                |
| 5    | Speedway Polonia Piła          |
| 6    | Kolejarz Opole                 |
| 7    | KSM Krosno                     |
| 8    | Speedway Wanda Kraków          |